# Paraclius darwini
Paraclius darwini är en tvåvingeart som beskrevs av Octave Parent 1933. Paraclius darwini ingår i släktet Paraclius och familjen styltflugor. Inga underarter finns listade i Catalogue of Life.